# Pester Lloyd
Pester Lloyd est un journal historique hongrois de langue allemande. Édité à Budapest, il n'est plus publié depuis 2009 que sur Internet. Il informe principalement sur la Hongrie et l'Europe de l'Est.

## Histoire
Il commença à être publié en 1854. L'un de ses premiers rédacteurs en chef fut le politicien Miksa Falk (en), un des ascendants de l'acteur américain Peter Falk, l'interprète de Columbo.
Jusqu'en 1945, il a été la publication de langue allemande de premier plan en Hongrie. Theodor Herzl, Max Nordau, Thomas Mann, Stefan Zweig, Joseph Roth, Alfred Polgar, Ferenc Molnár, Dezső Kosztolányi, Egon Erwin Kisch, Bertha von Suttner, Franz Werfel et Felix Salten ont été parmi ses contributeurs les plus connus.
Publié hors des frontières du Troisième Reich, Pester Lloyd n'était pas soumis à la Gleichschaltung, la nazification de la société allemande. Dans un article du 16 septembre 1935, le journal critiqua ouvertement les lois antisémites de Nuremberg qui venaient d'être adoptées. Le journal parla de lois permettant une mesure de discrimination sans précédent dans l'histoire et compara la situation des Juifs dans l'Allemagne nazie à ceux des Hilotes, une classe d'esclaves, dans l'ancien État grec de Sparte.
En 1994, la publication a repris sous la forme d'un magazine hebdomadaire sous le titre Der Neue Pester Lloyd. Le titre initial, Pester Lloyd, fut rétabli en 1999 avec comme rédacteur en chef Gotthard B. Schicker.
À partir de 2004, le Wiener Lloyd, un supplément au journal fut publié tous les quatre à six semaines, reflétant les relations entre les deux capitales, Vienne et à Budapest, de l'ancien Empire austro-hongrois.
En juin 2009, la version papier du Pester Lloyd a été interrompue pour des raisons économiques et le journal n'est désormais plus disponible que sur Internet.